# Sefardska periodika na tlu bivše Jugoslavije
Sefardska periodika na tlu bivše Jugoslavije je skup dela koja se bave sefardskom kulturom uopšte, koja je danas značajna za proučavanje jevrejsko-španskog, kao jezika koji polako iščezava.

## Značaj
Dela objavljene na jevrejsko-španskom jeziku i štampana hebrejskim pismom u Beogradu i drugim gradovima bivše Jugoslevije između dva svetska rata, ima poseban značaj za izučavanje ove oblasti, jer je u njoj sačuvana obogata jezička građa Jevreja koji su vekovima živeli na ovom prostoru.

## Sefardska periodika po gradovima u kojima je izlazila
| Naziv časopisa                                                                | Mesto izlaženja | Period izlaženja                                                                 | Jezik                              | Izdavač                                                        | Orijentacija                                                                              |
| ----------------------------------------------------------------------------- | --------------- | -------------------------------------------------------------------------------- | ---------------------------------- | -------------------------------------------------------------- | ----------------------------------------------------------------------------------------- |
| El amigo del pueblo — Narodni prijatelj                                       | Beograd         | 1888—1895. - mesečno                                                             | jevrejsko-španski                  | Isak Mitrani, Skenderbegova 2                                  | Informativni, kulturno - nacionalni časopis (nedeljnik za “politiku, književnosti nauku") |
| Hašalom                                                                       | Beograd         | 1903—1906                                                                        | jevrejsko-španski                  | Jevrejska opština Beograd                                      |                                                                                           |
| Pasatiempo                                                                    | Beograd         | Oko 1905.                                                                        | jevrejsko-španski                  |                                                                |                                                                                           |
| Jevrejskl glasnlk                                                             | Beograd         | 1909—1910, svakog petka                                                          | srpskohrvatski                     | Za društvo “Cion” dr David Alkalaj                             | Porodični list za pouku i zabavu                                                          |
| Jevrejskl glasnlk                                                             | Beograd         | 1920—1921, tri puta mesečno                                                      | jevrejsko-španski i srpskohrvatski | Jevrejsko nacionalno društvo u Beogradu                        | Glasilo Jevrejskoq društva i informativno-kultumo-nacionalni list                         |
| Beogradski jevrejski glasnik                                                  | Beograd         | 1924, povremeno                                                                  | jevrejsko-španski i srpskohrvatski | David Azrijel, inženjer                                        | Cionistički list                                                                          |
| Glasnik Saveza jevrejsklh verolspovednlh opština                              | Beograd         | 1933, tromesečno                                                                 | srpskohrvatski                     | Savez jevrejskih veroispovednih opština Jugoslavije            | Glasilo Saveza i informativni časopis za kulturu i politiku                               |
| Jevrejski narodni kalendar                                                    | Beograd         | 1936—1937, nedeljnikknjiga                                                       | srpskohrvatski                     | Biblioteka jevrejskog narodnog kalendara                       | Nacionalni časopis za kulturu i politiku                                                  |
| Beogradskejevrejske novine — Nezavisan informativni nedeljni list             | Beograd         | 1935-1941; godišnjak; 6 knjiga                                                   | srpskohrvatski                     | Žiga M. Felner                                                 | Informativni list                                                                         |
| Jevrejska korespodencija (JEVKOP)                                             | Beograd         | 1936—1940,3 puta nedeljno, kasnije 2 puta, a u poslednjoj godini jednom nedeljno | srpskohrvatski                     | David A. Levi                                                  | Informativni bilten                                                                       |
| Službenl list Saveza Jevrejsklh veroispovednih opština Kraljevine Jugoslavlje | Beograd         | 1936-1939, svakog 15. u mesecu                                                   | srpskohrvatski                     | Savez jevrejskih veroispovednih opština Kraljevine Jugoslavije |                                                                                           |
| Vesnlk jevrejske sefardske veroispovedne opštine                              | Beograd         | 1939-1941, mesečnik                                                              | srpskohrvatski                     | Za Jevrejsku sefardsku opštinu u Beogradu: dr David Albala     | Glasilo opštine i kulturno-nacionalno-informativni list                                   |
| Spomenlca “La Benevolencije”                                                  | Beograd         | 1924.                                                                            | srpskohrvatski                     | Stanislav Vinaver, urednik                                     |                                                                                           |

| Naziv časopisa | Mesto izlaženja | Period izlaženja | Jezik             | Izdavač                                                                                           | Orijentacija                        |
| -------------- | --------------- | ---------------- | ----------------- | ------------------------------------------------------------------------------------------------- | ----------------------------------- |
| El Luzero      | Zemun           | 1905.            | jevrejsko-španski | Organe des interets moraux et economiques de i' orient etdes Israelits de langues judeoespangnole | Lokalni nacinalno-informativni list |

| Naziv časopisa    | Mesto izlaženja | Period izlaženja | Jezik                    | Izdavač                     | Orijentacija                                                         |
| ----------------- | --------------- | ---------------- | ------------------------ | --------------------------- | -------------------------------------------------------------------- |
| Jevrejski almanah | Vršac           | 1905.            | srpskohrvatski i nemački | Savez rabina Kraljevine SHS | Časopis za kultumo-istorijska, literarna i verska pitanja jevrejstva |

| Naziv časopisa                                                                         | Mesto izlaženja | Period izlaženja | Jezik             | Izdavač                               | Orijentacija     |
| -------------------------------------------------------------------------------------- | --------------- | ---------------- | ----------------- | ------------------------------------- | ---------------- |
| La Renassencia djudia en Escopia — Edita porla Organisation Sionista locala en Escopia | Skoplje         | 1928.            | jevrejsko-španski | Mesna organizacija cionista u Skoplju | Cionistički list |

| Naziv časopisa                                  | Mesto izlaženja | Period izlaženja    | Jezik          | Izdavač                                                        | Orijentacija                                    |
| ----------------------------------------------- | --------------- | ------------------- | -------------- | -------------------------------------------------------------- | ----------------------------------------------- |
| Gideon - Glasilo jevrejske omladine Jugoslavije | Zagreb          | 1936—1941           | srpskohrvatski | Robert Gluckstahl                                              | Omladinski, cionistički, kultumo-umetnički list |
| Omanut - Mjesečnik jevrejske kulture            | Zagreb          | 1919-1926, mesečnik | srpskohrvatski | "Omanut", društvo za promicanie ievreiske umietnosti u Zagrebu | Časopis za ievrejsku umetnost i kulturu         |

| Naziv časopisa                                                           | Mesto izlaženja | Period izlaženja                                            | Jezik                                         | Izdavač | Orijentacija                                                                                        |
| ------------------------------------------------------------------------ | --------------- | ----------------------------------------------------------- | --------------------------------------------- | --- | --------------------------------------------------------------------------------------------------- |
| La Alborada                                                              | Sarajevo        | 1900—1901, dvonedeljno                                      | jevrejsko-španski                             | Isaak Josef Salom                                                                                           | Informativni, kulturno-politički i cionistički list                                                 |
| Židovska svijest                                                         | Sarajevo        | 1919 - 1924, nedeljnik                                      | srpskohrvatski i jevrejsko-španski            | Mair Musafija i DavidA. Levi Dale, odgovomi urednici, Štrosmajerova 5                                       | Nacionalni, kultumo-politički i cionistički list                                                    |
| Jevrejska tribuna                                                        | Sarajevo        | 1921; dva puta mesečno; 4 broja (Prvi br. 30. III 1921)     | srpskohrvatski                                | dr Sumbul Atijas, vlasnik                                                                                   | Nezavisan kultumo-politički list (listjevrejskih intelektualaca sa izrazito liberalnim shvatanjima) |
| Jevrejski život — Sedmični list za kultumo-politička i privredna pitanja | Sarajevo        | 1924—1928                                                   | srpskohrvatski i jevrejsko-španski            | Albert D. Kajon (vlasnik u ime pokretača) Od 1926. god. Braco Poliokan, vlasnik, izdavač i urednik          | Informativni, kultumo-politički i nacionalni list                                                   |
| Džepni kalendar                                                          | Sarajevo        | oko 1925-1927                                               | srpskohrvatski, jevrejsko-španski i hebrejski | “Ezrat Jetomim", društvo za pomoć siročadi u Sarajevu                                                       | |
| Jevrejski glas                                                           | Sarajevo        | 1928—1941; nedeljnik (izlazio petkom); prvi br. 20.01.1928. | srpskohrvatski, jevrejsko-španski i hebrejski | dr Žiga Bauer, vlasnik                                                                                      | Kultumo-politički i informativni list                                                               |
| Godišnjak "La Benevolenclje” i "Potpore”                                 | Sarajevo        | 1928—1941; nedeljnik (izlazio petkom); prvi br. 20.01.1928. | srpskohrvatski                                | Jevrejsko kultumo-prosvetno društvo “La Benevolencija" u Sarajevu i dobrotvomo društvo “Potpora" u Beogradu | |

## Spoljašnje veze
- JEVREJSKO-ŠPANSKI JEZIK: KOMENTARISANA BIBLIOGRAFIJA LITERATURE I PERIODIKE[мртва веза]